# Римска гробница на локалитету Дубочај
Римска гробница на локалитету Дубочај налази се у Гроцкој, у истоименом атару по коме је археолошки локалитет и добио име. Гробница се састоји од прилазног ходника, предворја и простора за сахрањивање са три банка. Представља непокретно културно добро као споменик културе.

## Изглед гробнице
Зидови гробнице са траговима фреско сликарства местимично су очувани до висине од једног метра. По типу ова гробница одговара гробници у Брестовику и вероватно је припадала неком земљопоседнику, римском ветерану из Сингидунума. Представља један од најзначајнијих очуваних објеката римске културе на подручју града Београда.
Пошто се налази на градској територији Сингидунума значајна је за комплексна проучавања културних и привредних односа у то време у Сингидунуму.

## Откриће гробнице
Гробницу је открио чувени српски лекар, професор др Александар Костић. Током Првог светског рата професор Костић је учествовао у рововским борбама на подручју Гроцке. Године 1932. Одлучио је да на локалитету Дубочај сазида кућу. Копајући темеље наишао је на археолошке налазе, међу којима су биле и две раскошне римске гробнице, што га је подстакло његово интересовање за археологију. Током наредних 45 година аматерски се бавио археологијом и прикупљао артефакте пронађене на локалитету Дубочај. Године 1978. долази на идеју о оснивању музеја и целокупну своју збирку поклања општини Гроцка, са жељом да легат буде изложен у рестаурираној Ранчићевој кући. Музеј је ту и отворен, под именом „Завичајни музеј Гроцке”, Дубочајска збирка палеолошких, археолошких, нумизматичких и других ископина професора Костића била је стална поставка. Због неадекватног одржавања Ранчићева кућа је 90-их година 20. века затворена, а Дубочајска збирка повучена. Данас је легат др Александра Костића изложен као стална археолошка поставка у галерији библиотеке „Илија Гарашанин” у Грочанској чаршији.